# Idaea zonata
Idaea zonata är en fjärilsart som beskrevs av Louis Beethoven Prout 1932. Idaea zonata ingår i släktet Idaea och familjen mätare. Inga underarter finns listade i Catalogue of Life.